# Meron Amanuel
Pour les articles homonymes, voir Meron (homonymie).
Meron Amanuel Mengstab, né le 6 novembre 1990 à Asmara, est un coureur cycliste érythréen.

## Biographie
C'est en 2012 qu'il se révèle au public en enlevant deux étapes du Tour du Rwanda. Cette même année, il participe au Tour de l'Avenir et se fait également remarquer lors de la Tropicale Amissa Bongo où il prend de nombreuses places d'honneur sur des sprints, terminant même 4e lors de la dernière étape.
Il réalise également une bonne saison 2013. Ainsi, il participe encore une fois à la Tropicale Amissa Bongo où il termine deux fois 5e d'étape. Un mois après, il prend le départ de la Fenkel Northern Redsea où il finit second de la dernière étape. Il participe ensuite au Tour d'Érythrée où il termine chaque étape dans le top 4. Finalement, il termine troisième de cette course. Enfin, il s'incline au sprint face à Meron Teshome lors des championnats d'Érythrée sur route.
Il commence sa saison 2014 au Gabon lors de la Tropicale Amissa Bongo.

## Palmarès
- 2012
  - 2e et 6e étapes du Tour du Rwanda
- 2013
  - 2e du championnat d'Érythrée sur route
  - 3e du Tour d'Érythrée

## Classements mondiaux
| Année           | 2011 | 2012 | 2013 | 2014 | 2015 | 2016 | 2017 |
| --------------- | ---- | ---- | ---- | ---- | ---- | ---- | ---- |
| UCI Africa Tour | 174e | 65e  | 19e  | 141e | 149e | 116e | 171e |
| UCI Asia Tour   |      |      |      | 427e |      |      |      |